# Heinola 10
Heinola 10 is een album van de Finse band Apulanta. Het album is uitgebracht in 2001. Op het album staan de volgende nummers:
1. Reunallat
2. Timantit
3. Ruhtinaat
4. Muistijäljet
5. Käärmeet
6. Viivakodit
7. Kirveltäjät
8. Kadut
9. Tunnit
10. Kaksoishuiput